# Marco Di Costanzo
Marco Di Costanzo (Nápoles, 9 de junio de 1992) es un deportista italiano que compite en remo.
Participó en dos Juegos Olímpicos de Verano, obteniendo dos medallas de bronce, en Río de Janeiro 2016 en la prueba de dos sin timonel y en Tokio 2020 en la prueba de cuatro sin timonel.
Ganó tres medallas en el Campeonato Mundial de Remo entre los años 2015 y 2018, y cuatro medallas en el Campeonato Europeo de Remo entre los años 2017 y 2022.

## Palmarés internacional
| Juegos Olímpicos   | Juegos Olímpicos             | Juegos Olímpicos  | Juegos Olímpicos   |
| Año                | Lugar                        | Medalla           | Prueba             |
| ------------------ | ---------------------------- | ----------------- | ------------------ |
| 2016               | Río de Janeiro 2016 (Brasil) | Medalla de bronce | Dos sin timonel    |
| 2020               | Tokio (Japón)                | Medalla de bronce | Cuatro sin timonel |
| Campeonato Mundial |                              |                   |                    |
| Año                | Lugar                        | Medalla           | Prueba             |
| 2015               | Aiguebelette (Francia)       | Medalla de oro    | Cuatro sin timonel |
| 2017               | Sarasota (Estados Unidos)    | Medalla de plata  | Cuatro sin timonel |
| 2018               | Plovdiv (Bulgaria)           | Medalla de plata  | Cuatro sin timonel |
| Campeonato Europeo |                              |                   |                    |
| Año                | Lugar                        | Medalla           | Prueba             |
| 2017               | Račice (República Checa)     | Medalla de oro    | Cuatro sin timonel |
| 2020               | Poznań (Polonia)             | Medalla de plata  | Cuatro sin timonel |
| 2021               | Varese (Italia)              | Medalla de bronce | Cuatro sin timonel |
| 2022               | Múnich (Alemania)            | Medalla de bronce | Ocho con timonel   |